# رينيه الديك (ممثلة)
رينيه الديك (1946 - 14 أبريل 2021) ممثلة لبنانية، تُعد أحد أركان المسرح في لبنان.

## مسيرتها الفنية
تلقت الديك دروس المسرح في مدرسة المسرح الحديث التابعة لإدارة لجنة مهرجانات بعلبك الدولية وهي بعمر الثامنة عشرة، وبدأت مسيرتها الفنية في عام 1963، بمسرحية «الذباب» ثم شاركت في مسرحية «الإزميل»، التي كانت أول مسرحية لبنانية تقدم ضمن فعاليات مهرجانات بعلبك. ولعبت فيها دور البطولة إلى جانب ميشال نبعة ورضى خوري ونبيل معماري. ثم شاركت في مسرحيتي «الملك يموت» و«علماء الفيزياء» وتعد مسرحية «الخادمتان» من أهم الأعمال المسرحية التي قدمتها.

## أعمالها

### مسلسلات
- نساء عربيات
- سيد الجزيرة
- ليالي شهرزاد
- ميليا
- سكرتيرة بابا
- البخلاء
- مرتي وأنا
- من أحلى بيوت راس بيروت
- مرتي وأنا
- مرتي وبنتي وأنا

### مسرحيات
- الذباب
- الإزميل
- الملك يموت
- فيلم أميركي طويل
- علماء الفيزياء
- روميلوس الكبير
- الخادمتان

### أفلام
- الملجأ
- المخطوف
- لما حكيت مريم

## وفاتها
توفيت يوم الأربعاء 14 أبريل (نيسان) 2021 ميلاديًّا، الموافق 2 رمضان 1442 هجريًّا عن عمر ناهز 75 عامًا بعد معاناتها مع المرض، وقد نعاها نقيب ممثلي الإذاعة والسينما والتلفزيون والمسرح نعمة بدوي، وكتب عبر حسابه على فيس بوك:«رينيه ديك في ذمة الله. إنّ نقابة الممثلين وجميع النقابات الفنية في لبنان تنعى إليكم ركناً أساسياً في المسرح اللبناني والعربي رينيه ديك. لروحها الرحمة والغفران ولاهلها ومحبينها ولنا الصبر والسلوان»، كما نعاها الكاتب اللبناني مروان نجار بقوله «رينيه ديك. شو ما يكون العمل أو الدور اللي بيلبقلك... متلك ما رح نلاقي. من كل قلبي... ضيعانك».

## وصلات خارجية
رينيه الديك (ممثلة) في قاعدة بيانات الأفلام العربية